# جائزة مجلس التعاون لدول الخليج العربي للبحوث الأمنية
جائزة محلس التعاون لدول الخليج العربي للبحوث الامنية التي تم إقرارها في الاجتماع السادس عشر لوزراء الداخلية لدول مجلس التعاون في الدوحة عام 1997م وبدأت انطلاقة الجائزة والإعلان عنها عام 2000 م.

## قيمة الجائزة
في عام 2000م، عند انطلاق الجائزة تم تخصيص قيمة الجائزة بـ 60 ألف ريال سعودي، وبعد ذلك تم رفع قيمة الجائزة لـ 200 ألف ريال سعودي، وفي الاجتماع السابع والعشرين لوزراء الداخلية بدول المجلس في الدوحة في 6 نوفمبر 2008 تم رفع قيمة الجائزة إلى أربع مائة ألف ريال سعودي.

## البحوث الفائزة
1. (مسقط، 27 أكتوبر 2009) تم منح الجائزة وموضوعها الحوادث المرورية: «الأبعاد، النتائج، الحلول» مناصفة بين فائزين.
2. عام 2011م تم منح الجائزة والتي كان موضوعها «التركيبة السكانية وأثرها على الأمن في دول مجلس التعاون»، مناصفة بين بحثين فائزين.
3. عام 2013 موضوع البحث «برامج التوعية في ظل التحديات الأمنية لشباب مجلس التعاون لدول الخليج العربية».